# Cristina Gualinga
Cristina Gualinga (1939/1940) es una ambientalista ecuatoriana y activista de los pueblos indígenas conocida por su oposición al desarrollo petrolero. Fue la líder de la organización activista Pacha Mama. Es abuela de Nina y Helena Gualinga y madre de Noemí Gualinga, formando parte de una tradición familiar de activismo ambiental y de derechos indígenas.

## Activismo
En la década de 1980, cuando la petrolera estadounidense ARCO/Oriente intentó operar en el territorio ancestral de la comunidad indígena Kichwa de Sarayacu, en la región centro sur de la Amazonía ecuatoriana, Gualinga y la comunidad Sarayacu organizaron protestas que llevaron al fin de las operaciones petrolíferas en su tierra en 1989.
Miembro del Pueblo Kichwa de Sarayacu original, fue líder de la Organización de Pueblos Indígenas de Pastaza. Participó en una marcha de 1992 por la legalización de los territorios indígenas amazónicos. Con su liderazgo, los Sarayacu ganaron un caso contra el Gobierno de Ecuador por violar su derecho a la Consulta Previa en los Territorios Indígenas. Fue una de las nueve mujeres, clave para la defensa de las tierras ancestrales contra la explotación gubernamental y empresarial, que fueron representadas en un gran mural de unos 50 metros en Quito por la artista Mona Caron.
Gualinga ha hablado con audiencias en el extranjero sobre su comunidad. En una visita a Florida en 1996, participó en una campaña de discursos en escuelas e iglesias sobre la destrucción de la selva amazónica, habiéndose talado millones de acres en los 22 años anteriores para la exploración petrolera. Hablando desde una perspectiva femenina, señaló que las compañías petroleras se ocuparon de los hombres de la tribu, marginando a las mujeres. Se lamentaba de la ruptura en la estructura social, con algunos yéndose a las ciudades y las mujeres jóvenes prostituyéndose. La introducción de dinero, alcohol y otros bienes, recuerda, destruyó la vida en la tribu que antes era autosuficiente. Los derrames de petróleo contaminaron los ríos. Desde entonces, ha continuado hablando sobre derechos y territorios indígenas en los Estados Unidos.
Cuando se otorgó la concesión en el territorio de los Sarayaku para la exploración petrolera por parte del gobierno ecuatoriano en 1996 a la compañía petrolera argentina Compañía General de Combustible (CGC), Gualinga volvió a defender a su comunidad. Cristina Gualinga, junto a Patricia Gualinga, solicitaron apoyo legal contra la intrusión a sus tierras, mientras soldados y personal de seguridad de la CGC amenazaban y hostigaban a los Sarayaku. Al parecer, cuatro líderes comunitarios fueron detenidos y torturados, y funcionarios del gobierno amenazaron con militarizar la ciudad. La Corte Interamericana de Derechos Humanos finalmente falló a favor de los Sarayaku en 2012, en cuyo caso judicial estuvo presente entre un grupo de Sarayaku.